# ヴァレリアナ・モンタナ
ヴァレリアナ・モンタナ（スペイン語：　Valeriana Montana）は、スイカズラ科の一種です。スペイン中東部、イタリア南部。アルプス山脈、バルカン半島、そしてカルパティア山脈東部に至るヨーロッパの山々に自生しており、商業供給者から入手可能。